# Charles Blanc
Auguste Alexandre Philippe Charles Blanc (født 17. november 1813 i Castres, Tarn, død 17. januar 1882) var en fransk kunstskribent. Han var bror til Louis Blanc. 
Blanc dyrkede først kobberstikkerkunsten, skrev derefter kunstkritikker i forskellige dagblade og tidsskrifter og blev 1841 redaktør af Propagateur de l'Aube. Blanc var 1848—52 direktør i indenrigsministeriets departement for de bildende kunster, og fra 4. september 1870—73 beklædte han samme post og oprettede Musée de copies. I 1868 blev Blanc medlem af Académie des beaux-arts, 1876 af Académie française. I 1878 blev der oprettet et særligt professorat for ham i kunsthistorie og æstetik ved Collège de France.
Af Blancs rige produktion må fremhæves: L'œuvre de Rembrandt (2 bind 1853, ny udgave 1873), Grammaire des arts du dessin (1876), og som fortsættelse: Grammaire des arts décoratifs (1881), Ingres, sa vie et ses œuvres (1870, ny udgave 1873) og Les artistes de mon temps (1876). Som hovedredaktør af Gazette des beaux arts 1859—70 og hovedmedarbejder ved pragtværket Histoire des peintres de toutes les écoles (14 bind, 1849—75) har Blanc ved sin klare, instruktive fremstilling bidraget meget til kunstsansens vækkelse i Frankrig.
Hans farvehjul fra 1870'erne fik betydning for teorien bag maleteknikken divisionisme.
| - Charles Blanc: Radering af François Broussais på hans dødsseng, 1838 - Charles Blancs farvehjul (etoile des couleurs, 1867) |